# Schweizer Alpine Skimeisterschaften 1962
Die Schweizer Alpinen Skimeisterschaften 1962 fanden vom 28. Februar bis 3. März am Pizol bei Wangs im Kanton St. Gallen statt.

## Herren

### Abfahrt
| Platz | Name                | Zeit       |
| ----- | ------------------- | ---------- |
| 01    | Willi Forrer        | 2:17,9 min |
| 02    | Dumeng Giovanoli    | 2:19,6 min |
| 03    | Georg Grünenfelder  | 2:22,2 min |
| 04    | Gian Reto Giovanoli | 2:24,3 min |
| 05    | Eugen Wildhaber     | 2:24,4 min |
| 06    | Jakob Ardüser       | 2:25,4 min |
| 07    | Fredi Brupbacher    | 2:25,5 min |
| 08    | Robert Grünenfelder | 2:25,7 min |
| 09    | Daniel Gerber       | 2:26,4 min |
| 10    | Paul Schmidt        | 2:27,3 min |

### Riesenslalom
| Platz | Name                | Zeit       |
| ----- | ------------------- | ---------- |
| 01    | Robert Grünenfelder | 2:05,1 min |
| 02    | Willi Forrer        | 2:06,7 min |
| 03    | Fredi Brupbacher    | 2:08,3 min |
| 04    | Paul Schmidt        | 2:08,9 min |
| 05    | Adolf Mathis        | 2:09,5 min |
| 06    | Georges Schneider   | 2:10,4 min |
| 07    | Jakob Ardüser       | 2:10,7 min |
| 08    | Daniel Gerber       | 2:11,0 min |
| 09    | Alby Pitteloud      | 2:11,4 min |
| 10    | Dumeng Giovanoli    | 2:11,7 min |

### Slalom
| Platz | Name                | Zeit       |
| ----- | ------------------- | ---------- |
| 01    | Adolf Mathis        | 1:55,3 min |
| 02    | Georges Schneider   | 1:56,5 min |
| 03    | Georg Grünenfelder  | 1:56,7 min |
| 04    | Paul Schmidt        | 1:59,5 min |
| 05    | Willi Forrer        | 1:59,9 min |
| 06    | Rupert Suter        | 2:00,1 min |
| 07    | Fredi Brupbacher    | 2:01,1 min |
| 08    | Robert Grünenfelder | 2:02,2 min |
| 09    | Reto Schmid         | 2:02,8 min |
| 10    | Dumeng Giovanoli    | 2:03,0 min |

### Kombination
Die Kombination wurde über eine Punktewertung aus den Ergebnissen von Abfahrt, Riesenslalom und Slalom berechnet.
| Platz | Name                | Punkte |
| ----- | ------------------- | ------ |
| 01    | Willi Forrer        | 15 506 |
| 02    | Adolf Mathis        | 15 668 |
| 03    | Robert Grünenfelder | 15 698 |
| 04    | Fredi Brupbacher    | 15 744 |
| 05    | Dumeng Giovanoli    | 15 745 |
| 06    | Paul Schmidt        | 15 756 |
| 07    | Georges Schneider   | 15 941 |
| 08    | Georg Grünenfelder  | 16 025 |
| 09    | Gian Reto Giovanoli | 16 031 |
| 10    | Reto Schmid         | 16 092 |

## Damen

### Abfahrt
| Platz | Name                  | Zeit       |
| ----- | --------------------- | ---------- |
| 01    | Theres Obrecht        | 2:02,4 min |
| 02    | Fernande Bochatay     | 2:07,9 min |
|       | Ruth Adolf            | 2:07,9 min |
| 04    | Sylvia Zimmermann     | 2:08,0 min |
| 05    | Divina Galica (GBR)   | 2:08,1 min |
| 06    | Marlene Clivio-Stucki | 2:08,4 min |
| 07    | Edith Hiltbrand       | 2:09,2 min |
| 08    | Liselotte Michel      | 2:09,7 min |
| 09    | Käthi Bleuer          | 2:11,3 min |
| 10    | Maria Duss            | 2:11,4 min |

### Riesenslalom
| Platz | Name                  | Zeit       |
| ----- | --------------------- | ---------- |
| 01    | Theres Obrecht        | 1:48,3 min |
| 02    | Marlene Clivio-Stucki | 1:48,9 min |
| 03    | Françoise Gay         | 1:50,8 min |
| 04    | Marianne Reichenbach  | 1:51,3 min |
| 05    | Edith Hiltbrand       | 1:51,8 min |
| 06    | Divina Galica (GBR)   | 1:51,9 min |
| 07    | Ruth Adolf            | 1:52,2 min |
|       | Fernande Bochatay     | 1:52,2 min |
| 09    | Agnès Coquoz          | 1:52,9 min |
| 10    | Marlyse Blum          | 1:53,9 min |

### Slalom
| Platz | Name                  | Zeit       |
| ----- | --------------------- | ---------- |
| 01    | Liselotte Michel      | 1:51,0 min |
| 02    | Theres Obrecht        | 1:52,1 min |
| 03    | Marlene Clivio-Stucki | 1:52,5 min |
| 04    | Ruth Adolf            | 1:54,5 min |
| 05    | Sylvia Zimmermann     | 1:57,6 min |
| 06    | Fernande Bochatay     | 1:57,9 min |
| 07    | Françoise Gay         | 1:58,1 min |
| 08    | Edith Hiltbrand       | 1:58,9 min |
| 09    | Alice Baumann         | 2:01,2 min |
| 10    | Madeleine Wuilloud    | 2:04,2 min |

### Kombination
Die Kombination wurde über eine Punktewertung aus den Ergebnissen von Abfahrt, Riesenslalom und Slalom berechnet.
| Platz | Name                  | Punkte |
| ----- | --------------------- | ------ |
| 01    | Theres Obrecht        | 14 432 |
| 02    | Marlene Clivio-Stucki | 14 611 |
| 03    | Ruth Adolf            | 14 746 |
| 04    | Fernande Bochatay     | 14 838 |
| 05    | Edith Hiltbrand       | 14 886 |
| 06    | Sylvia Zimmermann     | 14 902 |
| 07    | Françoise Gay         | 14 987 |
| 08    | Käthi Bleuer          | 15 213 |
| 09    | Madeleine Wuilloud    | 15 323 |
| 10    | Maria Duss            | 15 341 |